# Тиранчик-тонкодзьоб
Тира́нчик-тонкодзьо́б (Camptostoma) — рід горобцеподібних птахів родини тиранових (Tyrannidae). Представники цього роду мешкають в Америці.

## Таксономія і систематика
Молекулярно-генетичне дослідження, проведене Телло та іншими в 2009 році дозволило дослідникам краще зрозуміти філогенію родини тиранових. Згідно із запропонованою ними класифікацією, рід Тиранчик-тонкодзьоб (Camptostoma) належить до родини тиранових (Tyrannidae), підродини Еленійних (Elaeniinae) і триби Euscarthmini. До цієї триби систематики відносять також роди Тиран-малюк (Zimmerius), Каландрита (Stigmatura), Інезія (Inezia), Тиранчик-рудь (Euscarthmus), Тиран-крихітка (Phyllomyias), Тиран-карлик (Ornithion) і Тиранчик-довгохвіст (Mecocerculus).

## Види
Виділяють сім видів:
- Тиранчик-тонкодзьоб північний (Camptostoma imberbe)
- Тиранчик-тонкодзьоб південний (Camptostoma obsoletum)

## Етимологія
Наукова назва роду Camptostoma походить від сполучення слів дав.-гр. καμπτος — вигнутий, викривлений і στομα — ріт.